# Dark Messiah of Might and Magic
Dark Messiah of Might and Magic är ett datorspel i fantasygenren som släpptes till Windows i november 2006. Spelet är utvecklat av Arkane Studios och utgivet av Ubisoft. I juli 2008 släpptes spelet även till Xbox 360.

## Fotnoter
1. ↑  Steam, 12 september 2003, Steam-ID: 2100, läst: 31 mars 2022.[källa från Wikidata]
2. ↑  läs online, www.mobygames.com .[källa från Wikidata]